# 스콧 보러스

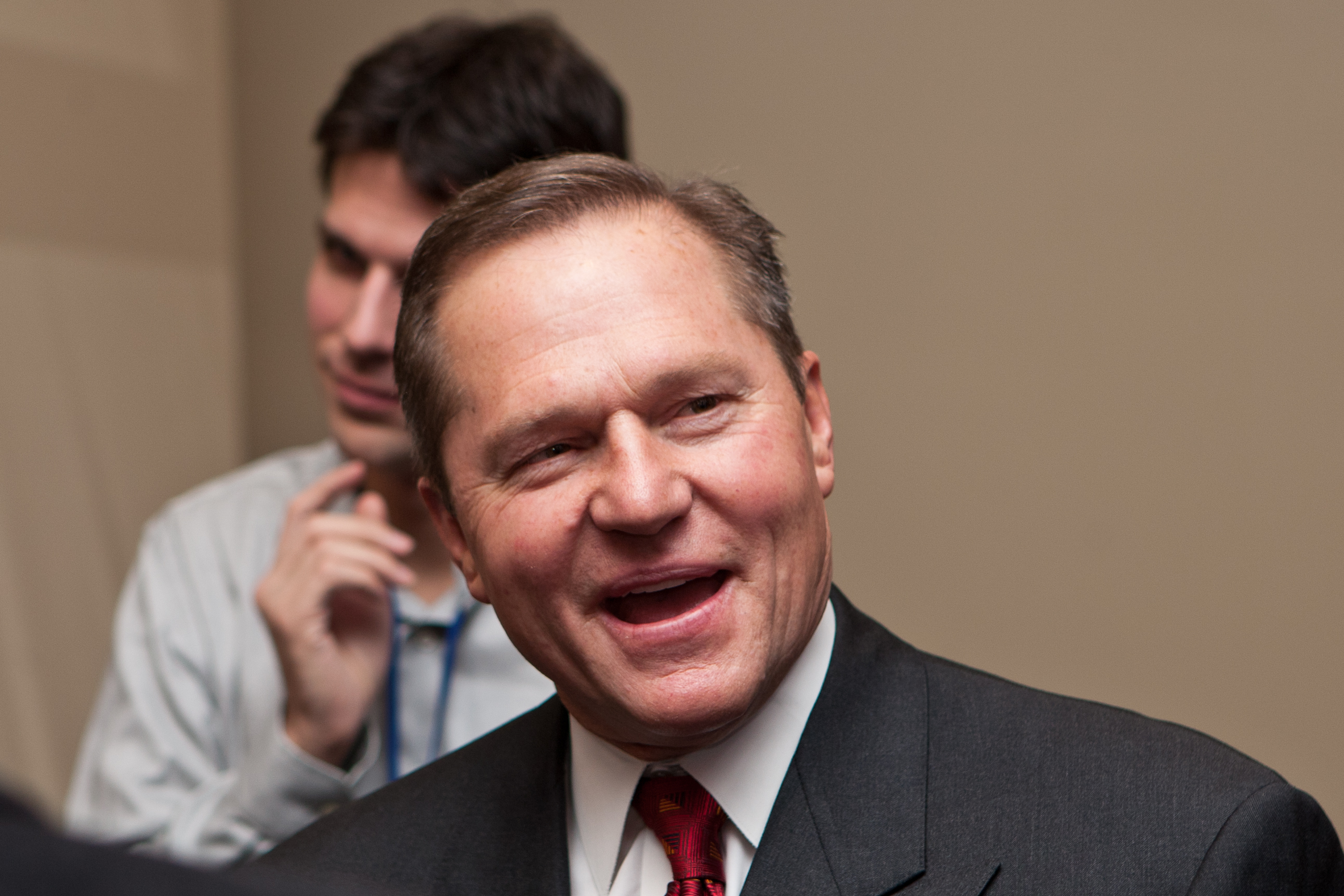
스콧 보러스

스캇 딘 보라스(영어: Scott Dean Boras, 1952년 11월 2일 ~ )는 미국 메이저 리그 베이스볼을 중심으로 다루는 스포츠 에이전트로, 많은 고액 계약을 체결해 온 것으로 알려져 있다. 캘리포니아의 뉴포트 비치에 위치한 보라스 코퍼레이션의 창업주 겸소유주이기도 하다. 보라스 코퍼레이션은 약 175명의 프로야구 선수가 고객으로 있으며 대다수가 경력이 뛰어난 메이저리거들이다. 보라스는 1982년 이후 여러번 기록을 뛰어넘는 계약을 체결하였으며, 그 예로 프린스 필더, 맷 할리데이, 매글리오 오도네, 알렉스 로드리게스(2010년대까지), 스테판 스트라스버그, 제이슨 워스, 배리 지토는 최고액 연봉계약자들로 알려져 있다.